# Celer Motor Car Company

Celer (1904) beim London to Brighton Veteran Car Run

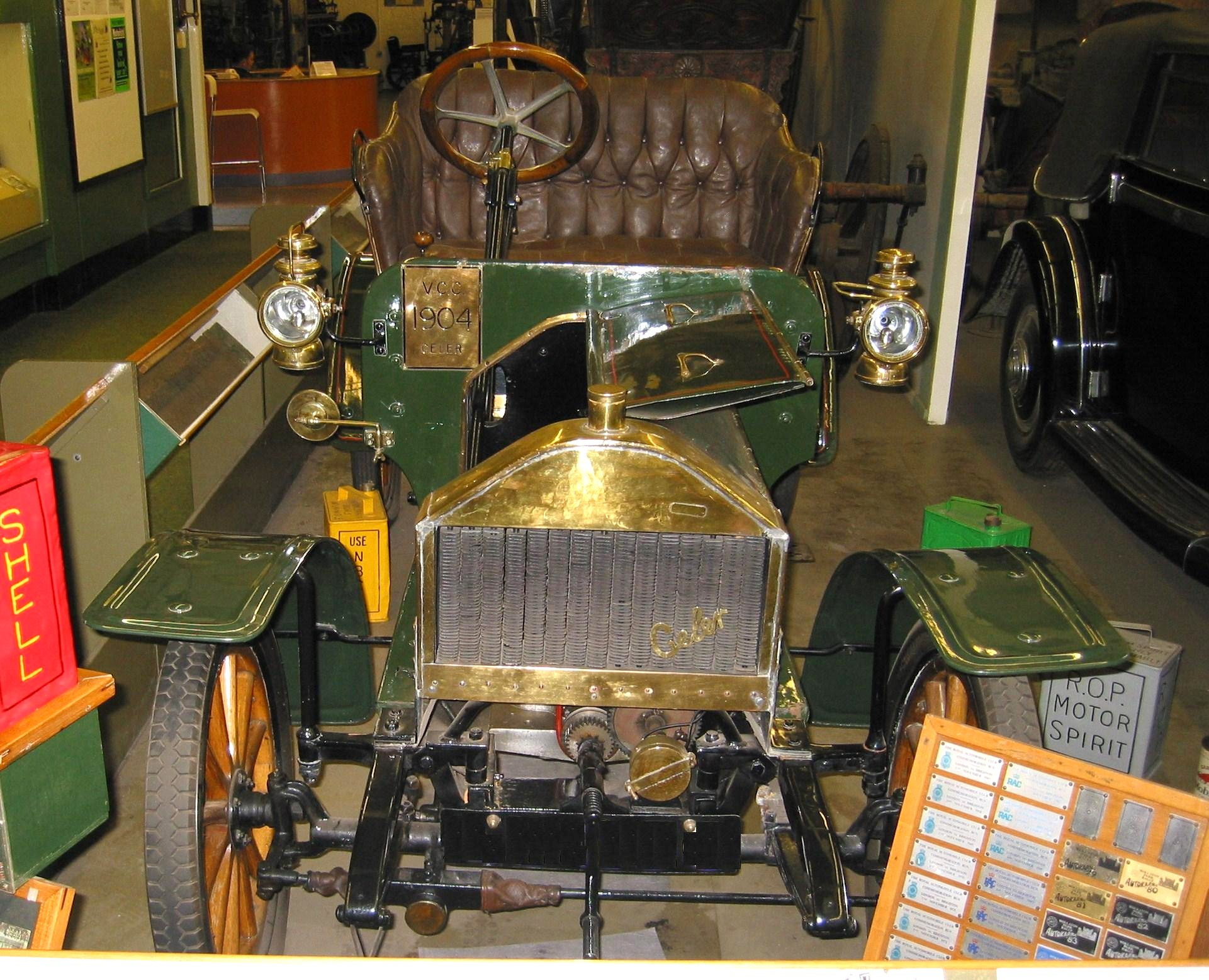
Celer (1904)

Celer Motor Car Company war ein britischer Hersteller von Automobilen. Der Markenname lautete Celer.

## Unternehmensgeschichte
Das Unternehmen aus Nottingham begann 1904 mit der Produktion von Automobilen. Bereits im gleichen Jahr endete die Produktion.

## Fahrzeuge
Das einzige angebotene Modell war der 8 HP. Das Fahrzeug besaß einen Zweizylindermotor eigener Fertigung, der zwischen den Vorderrädern montiert war und über ein Dreiganggetriebe die Hinterachse antrieb. Die Phaeton-Karosserie bot Platz für zwei Personen.
Ein Fahrzeug dieser Marke ist erhalten geblieben. Es ist im Nottingham Industrial Museum in Nottingham zu besichtigen und wird gelegentlich beim London to Brighton Veteran Car Run eingesetzt.